# NEC Supertower
NEC Supertower (яп. 日本電気本社ビル) — хмарочос, який знаходиться в особливому районі Токіо Мінато, Японія. Штаб-квартира компанії NEC Corporation. Висота хмарочосу 180 м. Крім 43 основних має ще 5 підземних поверхів.
Будівля була спроєктована архітектурним бюро Nikken Sekkei в 1986 році. Будівництво завершене в 1990 році. Вартість будівництва 60 біл. єн.